# Kastell (Heraldik)

Kastell

Kastell im Bord

Das Kastell ist in der Heraldik eine gemeine Figur und hat im Gegensatz zur heraldischen Burg eine eigene Darstellungsform. So ist es eine stark stilisierte einfache Burg, die sich von der üblichen schlossartigen Form unterscheidet. So ist die turmähnliche gedrungene Burgform oben mit hervorgehobenen Zinnen versehen und in dieser Form in vielen spanischen Wappen zu sehen. Eine Bewimpelung des Kastells ist unüblich. Auch stehende, hervorwachsene oder laufende Wappenfiguren auf dem Kastell sind selten.
Im ehemaligen Wappen vom Königreich Kastilien war der Bord mit der Wappenfigur belegt. Hier machte das Kastell das Wappen als redend.
Fortsetzung findet diese sparsame Darstellung auch in den Mauerkronen als Wappenkrone.